# Gruppo di NGC 945
Il Gruppo di NGC 945 comprende almeno sette galassie situate nella costellazione della Balena. La distanza media tra il centro di massa di questo gruppo e la nostra Via Lattea è di circa 209 milioni di anni luce (64,2 Mpc).

## Membri
Le sette galassie componenti il gruppo, indicate nell'articolo di Garcia del 1993, sono:
| Nome        | Classificazione | Tipo               | RA (J2000.0)  | DEC (J2000.0) | Velocità radiale (km/s) | Magnitudine apparente | Distanza (Mpc) | Dimensioni (kal) |
| ----------- | --------------- | ------------------ | ------------- | ------------- | ----------------------- | --------------------- | -------------- | ---------------- |
| NGC 945     | SB(rs)c         | Spirale barrata    | 02h 28m 37.3s | -10° 32′ 20″  | 4486 ± 4                | 12,1                  | 62,8 ± 4,4     | 128              |
| NGC 948     | SB(s)c?         | Spirale barrata    | 02h 28m 45.5s | -10° 30′ 50″  | 4487 ± 6                | 13,7                  | 62,8 ± 4,4     | 90               |
| NGC 950     | SB(rs)b?        | Spirale barrata    | 02h 29m 11.8s | -11° 01′ 29″  | 4692 ± 30               | 13,8                  | 65,9 ± 4,6     | 82               |
| NGC 977     | (R')SAB(r)a?    | Spirale intermedia | 02h 33m 03.4s | -10° 45′ 36″  | 4579 ± 11               | 13,5                  | 64,3 ± 4,5     | 126              |
| MGC -2-7-20 | Sc?             | Spirale            | 02h 29m 02.9s | -11° 01′ 22″  | 4588 ± 38               | 15,59 ± 0,12          | 64,3 ± 4,5     | 37               |
| MGC -2-7-32 | SB(s)cd         | Spirale barrata    | 02h 33m 15.9s | -11° 44′ 42″  | 4465 ± 3                | 13,37                 | 62,6 ± 4,4     | 77               |
| MGC -2-7-33 | SBbc?           | Spirale barrata    | 02h 34m 24.5s | -10° 50′ 37″  | 4759 ± 4                | 11,99                 | 66,9 ± 4,7     | 185              |

Il sito DeepskyLog permette di trovare agevolmente le costellazioni in cui si trovano le galassie; in alternativa si possono utilizzare le coordinate delle galassie per individuarle. Se non altrimenti indicato, le coordinate sono quelle fornite dal sito NASA/IPAC (National Aeronautics and Space Administration / Infrared Processing and Analysis Center).